# Người Gia Rết

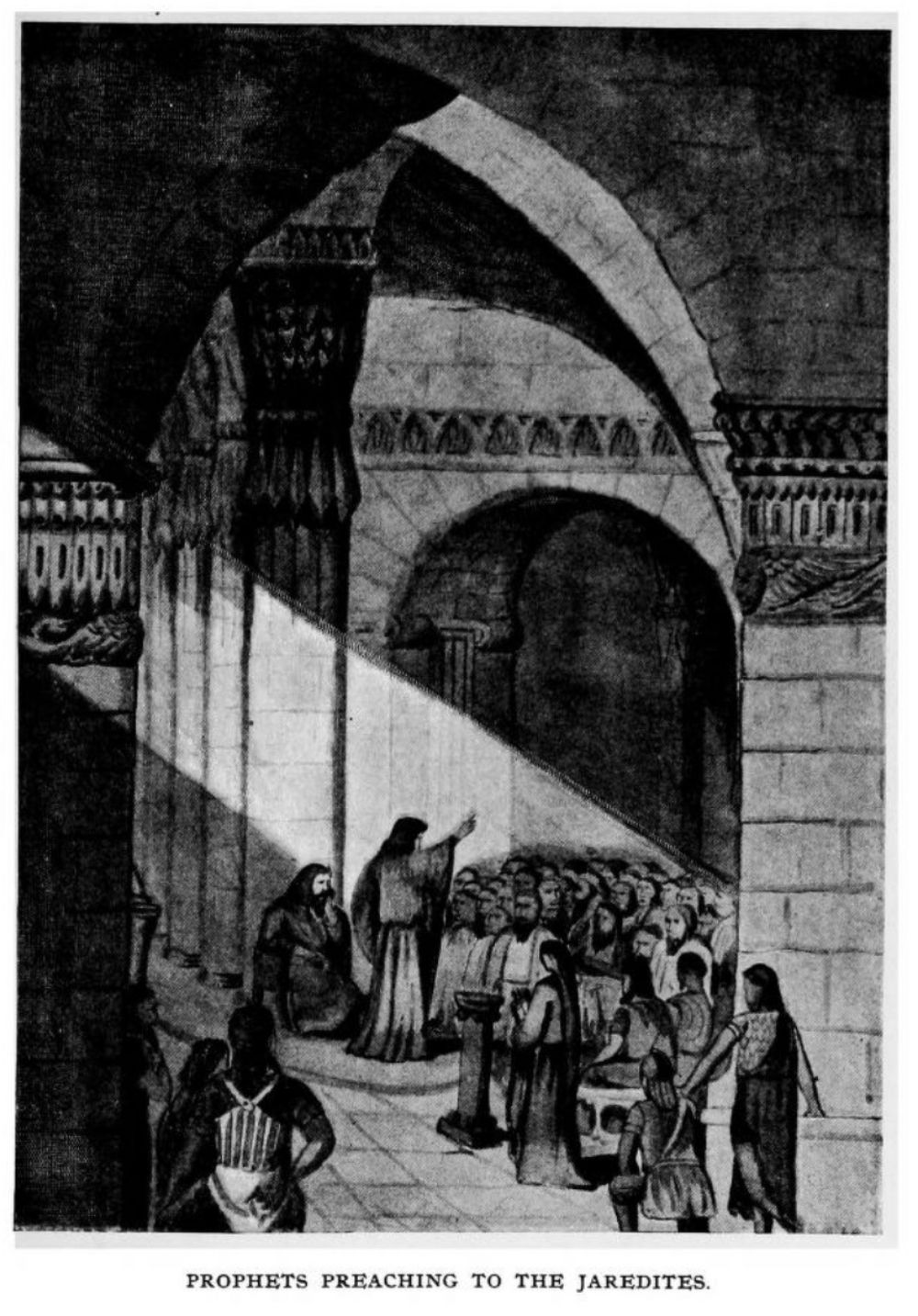
Nhà tiên tri đang giảng đạo cho người Gia Rết

Người Gia Rết (Jaredites) là một trong bốn dân tộc cùng với người Nê Phi, người La Man (Lamanites) và người Mu-Lếc (Mulekites) mà những tín nhân của Mặc Môn giáo (Giáo hội Thánh Hữu Ngày sau) tin rằng đã định cư ở châu Mỹ cổ đại. Sách Mặc Môn (chủ yếu là Sách Ê The/Book of Ether) mô tả dân Gia Rết là hậu duệ của Gia Rết (Jared) và anh trai ông, những người sống vào thời con người ta xây Tháp Babel. Theo Sách Mặc Môn thì họ vượt đại dương trên những chiếc thuyền độc đáo và xây dựng một nền văn minh cổ xưa ở Mỹ. Việc sách Ether đề cập đến "dải đất hẹp" đã khiến một số người kết luận rằng nền văn minh này có thể kéo dài từ Trung Tây Hoa Kỳ đến miền Đông Hoa Kỳ như New York, nơi hóa thạch của voi ma mút cổ đại đã được phát hiện rất nhiều và nhiều loài vật khác. Các tài liệu của người Mỹ bản địa mô tả Niagara là dải đất hẹp dịch theo nghĩa đen là "cái cổ". Những người khác tranh luận về một vị trí vẫn ở phía bắc nhưng gần "dẻo đất" hơn ở Trung Mỹ hoặc Mexico. Khảo cổ học chính thống không tìm thấy bằng chứng nào về sự tồn tại của người Gia Rết hoặc bất kỳ nhóm nào trong ba nhóm còn lại ở châu Mỹ.

## Dẫn luận
Ngoài Sách Ê The, thì cách Mặc Môn kể rằng Coriantumr đã được Mulekites tìm thấy. Dân Nê Phi sau đó chạm trán với dân Mulek (Mơ-Lếch) và dạy họ ngôn ngữ Nê Phi. Những người Mulekite nói với họ rằng Coriantumr (Cô-ri-an-tum-rơ) đã chết khoảng chín tháng sau khi anh ta đến sống với họ. Nhà tiên tri người Nê Phi, Vua Mosiah I đã có thể dịch một tảng đá lớn có khắc những câu chuyện về Cô Ri An Tum Rơ (Coriantumr). Một biên sử khác trên hai mươi bốn bảng khắc, được người dân của Vua Limhi phát hiện và được Vua Nê Phi Mosiah II phiên dịch. Một bản tường thuật tóm tắt về các biên sử của dân Gia Rết sau này được Mô Rô Ni đưa vào làm Sách Ê The theo Sách Mặc Môn. Theo Sách Mặc Môn, dân Gia Rết là hậu duệ của Jared (Gia-rết), anh trai ông, gia đình trực hệ và bạn bè của họ (Joseph Smith sau này xác định anh trai của Jared là Mahonri Moriancumer). 
Vào thời điểm loài người xây Tháp Babel, khi ngôn ngữ của tất cả các quốc gia bị lộn tùng phèo, Chúa đã làm theo mong muốn của Jared để cho ngôn ngữ của tộc người của Jared không hề bị thay đổi. Người dân cũng được ban tặng một vùng đất hứa. Chúa đã hướng dẫn dân chúng băng qua vùng hoang dã và cuối cùng được hướng dẫn vượt biển trên những chiếc “thuyền” làm bằng những cái bình đã được niêm phong, kín nước và có thể bị sóng cuốn đi mà không bị chìm, dưỡng khí được lấy từ bên ngoài tàu khi cần thiết, trong suốt hành trình thì họ cũng mang theo thú vật và thức ăn. Hải trình chuyến đi kỳ diệu được ghi nhận là 344 ngày. Trong số những thứ khác mà họ mang theo trong chuyến hành trình của mình có ong mật, ngoài ra, họ còn mang theo hạt giống.

## Sách Mặc Môn

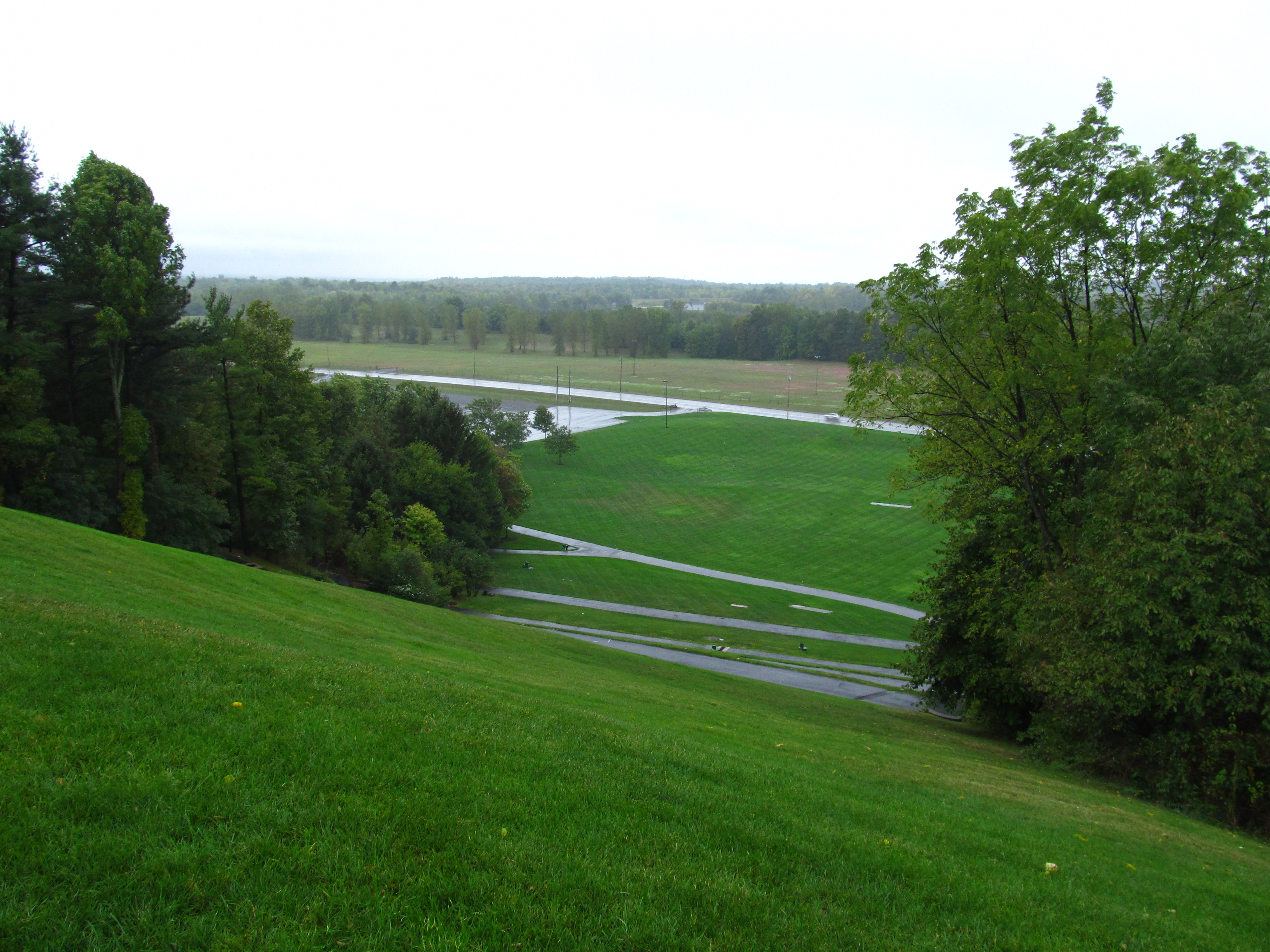
Ngọn đồi Ramah (Cumorah) là nơi dân Nê Phi và dân Gia Rết đánh trận chiến cuối cùng của họ

Sách Mặc Môn kể rằng ông Gia Rết này đã đi với anh mình và gia đình họ, cùng vài người khác nữa và gia đình họ ra khỏi ngọn tháp vĩ đại vào lúc Chúa làm lộn xộn tiếng nói của dân chúng, anh của Gia Rết cầu xin Chúa, và Chúa động lòng thương hại Gia Rết vậy nên không làm lộn xộn tiếng nói của Gia Rết. Gia Rết lại bảo anh mình rằng: Anh hãy đi cầu vấn Chúa xem Ngài có đuổi chúng ta ra khỏi xứ này không? Và nếu Ngài sẽ đuổi chúng ta ra khỏi xứ này, thì kêu cầu Ngài xem chúng ta phải đi về đâu. Và biết đâu Chúa chẳng đưa chúng ta đến một vùng đất chọn lọc hơn hết thảy mọi vùng đất khác trên thế gian này? Và nếu điều ấy sẽ như vậy, thì chúng ta hãy trung thành với Chúa, để chúng ta có thể nhận đất ấy làm đất thừa hưởng. Và chuyện rằng anh của Gia Rết kêu cầu Chúa đúng theo những lời do miệng Gia Rết nói ra. 
Chúa nghe lời kêu cầu của anh của Gia Rết, và động lòng thương hại ông và phán bảo rằng: "Hãy đi gom góp các đàn gia súc của ngươi lại, cả con đực lẫn con cái, đủ loại; và luôn cả các hạt giống trồng dưới đất, đủ loại; cùng gia đình ngươi, em ngươi là Gia Rết và gia đình hắn, và luôn cả bạn bè ngươi, gia đình họ; và bạn bè của Gia Rết và gia đình họ; Và khi làm xong việc này, ngươi hãy đi dẫn đầu và đưa họ đến thung lũng ở hướng bắc. Và nơi đó ta sẽ gặp ngươi, và ta sẽ đi trước dẫn đường cho ngươi tới một vùng đất chọn lọc hơn hết thảy mọi vùng đất khác trên thế gian này. Và ở đấy ta sẽ ban phước cho ngươi và cho dòng dõi của ngươi, và ta sẽ gây dựng từ dòng dõi của ngươi, dòng dõi của em ngươi, và dòng dõi của những người đi theo ngươi thành một dân tộc vĩ đại. Và sau này sẽ không có một dân tộc nào vĩ đại hơn dân mà ta sẽ gây dựng lên từ dòng dõi của ngươi, trên khắp mặt đất này. Và đó là việc ta sẽ làm cho ngươi vì ngươi đã cầu khẩn ta trong bấy lâu nay". Dân Gia Rết chuẩn bị cuộc hành trình đến đất hứa. Đó là một vùng đất chọn lọc, là nơi con người phải phục vụ Đấng Ky Tô. 
Chúa nói chuyện với anh của Gia Rết trong ba tiếng đồng hồ. Họ đóng thuyền—Chúa bảo anh của Gia Rết đề nghị cách làm cho các chiếc thuyền có ánh sáng. Và chuyện rằng, Gia Rết cùng với anh mình, và gia đình họ, cùng bạn bè của anh em Gia Rết và gia đình họ đi xuống thung lũng hướng bắc (và tên của thung lũng này là Nim Rốt, gọi theo tên người thợ săn cường tráng), cùng với các đàn gia súc mà họ đã gom góp lại, cả con đực lẫn con cái, đủ loại. Và họ còn giăng bẫy để bắt chim trời; và họ cũng làm một cái bình để đựng các loại cá đem theo. Và họ cũng đem theo những con Đe Sê Rét (deseret), tức là một loài ong mật; như vậy là họ đem theo các đàn ong, và đủ mọi thứ khác có trên mặt đất, cùng đủ các loại hạt giống. Và chuyện rằng, khi họ đã xuống tới thung lũng Nim Rốt, Chúa giáng xuống nói chuyện với anh của Gia Rết. Ngài ở trong một đám mây, và anh của Gia Rết không trông thấy Ngài.
Và Chúa phán rằng: Ngươi hãy đi đóng những chiếc thuyền theo như kiểu mà từ trước tới nay ngươi vẫn thường làm, anh của Gia Rết và nhóm người của ông ta bắt tay vào việc. Họ cùng nhau đóng những chiếc thuyền theo kiểu họ đã làm theo lời chỉ dẫn của Chúa. Những chiếc thuyền ấy nhỏ và nhẹ trên mặt nước, nó nhẹ nhàng như một con chim trên mặt nước. Và những chiếc thuyền ấy được đóng theo một cách thức mà nó rất khít khao, đến độ nó có thể chứa đựng được nước, chẳng khác chi một cái đĩa; và đáy thuyền cũng rất kín, chẳng khác chi một cái đĩa, và hai bên mạn thuyền cũng kín như một cái đĩa; còn mũi thuyền thì nhọn; và mui thuyền cũng đóng khít khao như một cái đĩa; và chiều dài của thuyền bằng chiều dài một thân cây; và cửa thuyền, khi đóng lại thì kín mít như một cái đĩa. Và chuyện rằng, anh của Gia Rết kêu cầu Chúa mà rằng: Hỡi Chúa, con đã hoàn thành công việc Ngài truyền lệnh cho con. Con đã đóng xong những chiếc thuyền theo như Ngài đã chỉ dẫn con. Và này, thưa Chúa, trong thuyền không có ánh sáng, vậy chúng con biết làm sao mà lái? Và hơn nữa chúng con sẽ chết vì trong thuyền chúng con không thể thở được, trừ phần không khí có sẵn trong thuyền; vậy nên chúng con sẽ phải chết.
Và Chúa phán cùng anh của Gia Rết rằng: Này, ngươi hãy khoét một cái lỗ ở trên mui thuyền và ở dưới đáy thuyền; và khi nào thiếu không khí thở ngươi hãy mở cái lỗ đó ra để cho không khí lọt vào, và nếu nước tràn vào các ngươi, này, các ngươi hãy đóng cái lỗ đó lại để khỏi bị chết vì nước ngập. Và chuyện rằng, anh của Gia Rết đã làm như vậy, theo như Chúa đã truyền lệnh. Rồi ông lại kêu cầu Chúa nữa mà rằng: Thưa Chúa, này, con đã làm đúng theo như Ngài đã truyền lệnh cho con. Con đã sửa soạn sẵn sàng thuyền cho dân con, nhưng này, trong thuyền không có ánh sáng. Này, thưa Chúa, Ngài chịu để cho chúng con phải vượt biển cả trong bóng tối sao?. Và Chúa phán cùng anh của Gia Rết rằng: Ngươi muốn ta làm gì cho các ngươi có ánh sáng trong thuyền? Vì này, các ngươi không thể làm cửa sổ được, vì như vậy cửa sổ sẽ bị vỡ ra từng mảnh; và các ngươi cũng không thể đem lửa theo được, vì các ngươi không thể đi bằng ánh sáng của lửa được.
Chúa truyền lệnh cho họ phải đi vào vùng hoang dã, phải, vào vùng chưa bao giờ có người đặt chân tới. Và chuyện rằng, Chúa đi trước dẫn đường cho họ, và nói chuyện với họ khi Ngài đứng trong đám mây, và chỉ đường cho họ biết phải đi về lối nào, họ đã hành trình trong vùng hoang dã và đã đóng những chiếc thuyền, trên những thuyền đó họ đã vượt qua nhiều mặt nước, và họ luôn luôn được bàn tay của Chúa chỉ dẫn. Và Chúa không muốn họ dừng lại trong vùng hoang dã bên kia bờ biển, mà Ngài muốn họ vẫn tiếp tục đi mãi cho tới đất hứa, là vùng đất chọn lọc hơn hết thảy mọi vùng đất khác, đó là vùng đất Đức Chúa Trời đã dành cho dân tộc ngay chính. Và trong cơn thịnh nộ, Ngài đã thề với anh của Gia Rết rằng, từ nay cho đến mãi mãi về sau, bất cứ ai chiếm hữu đất hứa này đều phải phục vụ Ngài là Thượng Đế chân thật và duy nhất, bằng không họ sẽ bị quét sạch khi cơn thịnh nộ tràn đầy của Ngài đổ lên họ.
Anh của Gia Rết (bấy giờ số thuyền đóng xong là tám chiếc) đi lên ngọn núi mà họ gọi là Se Lem, vì nó quá cao. Ông nấu chảy một tảng đá và đúc ra mười sáu viên đá nhỏ. Những viên đá này trắng và trong ngần như thủy tinh. Rồi ông cầm những viên đá ấy đi lên đỉnh núi mà kêu cầu Chúa. Sau khi Chúa sửa soạn xong những viên đá do anh của Gia Rết đem lên núi, anh của Gia Rết đã xuống núi và đem những viên đá ấy để trong các chiếc thuyền đóng xong. Mỗi mũi thuyền một viên đá. Và này, các viên đá ấy chiếu sáng trong thuyền. Và như vậy là Chúa đã khiến cho những viên đá ấy chiếu lên trong bóng tối để đem ánh sáng lại cho đàn ông, đàn bà và trẻ con, ngõ hầu họ khỏi phải vượt qua biển cả trong bóng tối. Sau khi họ sửa soạn xong tất cả các loại thực phẩm để có thể sống được trên mặt biển, và luôn cả thực phẩm cho các đàn gia súc và các bầy thú của họ và bất cứ loại súc vật hay chim muông nào mà họ có thể mang theo được—và chuyện rằng, sau khi đã làm xong các việc này, họ bèn lên thuyền hay tàu rồi tiến ra khơi, và phó mặc mạng sống mình cho Chúa, Thượng Đế của họ.
Đức Chúa Trời khiến cho một trận cuồng phong nổi lên trên mặt biển, và thổi về hướng đất hứa, như vậy là họ bị sóng vỗ và gió đưa đi, có nhiều lần họ bị chìm sâu dưới lòng biển vì những đợt sóng cao như núi chụp lên thuyền họ, và cả các trận bão tố khủng khiếp do các cuồng phong gây nên, những khi họ bị chìm sâu xuống lòng biển, thì nước biển chẳng làm hại họ được, vì thuyền của họ đóng kín mít như một cái dĩa, và nó kín mít chẳng khác chi chiếc tàu của Nô Ê ngày xưa vậy nên, mỗi khi họ bị nước bao phủ thì họ lại khẩn cầu Chúa, và Ngài lại đem họ lên mặt nước trở lại, khi họ lênh đênh trên mặt biển thì gió không ngớt thổi họ hướng về đất hứa, và cứ thế họ được gió thổi đưa đi, và cứ thế họ trôi giạt đi; và không một con thủy quái nào làm vỡ thuyền họ được, ngay cả cá voi cũng không làm hại họ được; và họ luôn luôn có ánh sáng, dù khi thuyền ở trên mặt nước hay ở dưới mặt nước. Và cứ thế họ trôi giạt đi ròng rã ba trăm bốn mươi bốn ngày trên mặt biển. Và họ đến được bờ biển đất hứa. Và khi vừa đặt chân lên bờ biển đất hứa, họ liền cúi rạp sát mặt đất, và biết hạ mình trước mặt Chúa, và rơi lụy vì sung sướng trước mặt Chúa, họ tiến lên mặt đất và bắt đầu canh tác đất đai.

## Những nhiên cứu

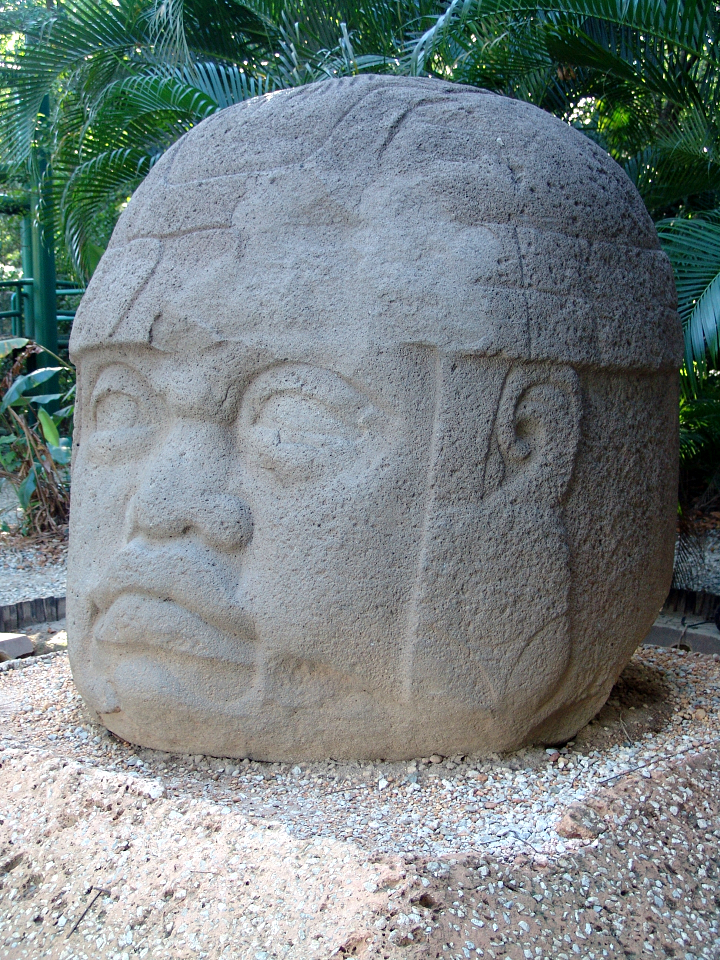
Một số nhà biện luận cho LDS đã lập luận coi người Gia Rết là tổ tiên của nền văn minh Olmec, hiện nay hầu hết được biết đến với những tác phẩm điêu khắc đầu khổng lồ của họ

Việc vượt đại dương không được nêu rõ trong Sách Mặc Môn. Hugh Nibley trong tác phẩm There were Jaredites và The World of the Jaredites lập luận cho rằng vùng biển này chính là Thái Bình Dương nhưng Milton R. Hunter lại lập luận cho rằng vùng biển này chính là Đại Tây Dương. Vị trí của nền văn minh Jared cũng không được chỉ rõ trong sách Mặc Môn ngoại trừ việc nó nằm ở phía bắc của một vùng đất hẹp ở nơi được người Nê Phi gọi là "Vùng đất phía Bắc". Vị trí ở Tân Thế giới của dân Gia Rết và dân Nê Phi là một chủ đề gây bất đồng giữa Người Mặc Môn, và Joseph Smith cho biết rằng dân Gia Rết đã đến “vùng đất bên hồ của Châu Mỹ” và rằng "dân Nê Phi... sống ở vùng đất hẹp, hiện bao trùm cả Trung Mỹ, với tất cả các thành phố có thể tìm thấy". 
Một số tín nhân đầu tiên của Giáo hội Thánh Hữu Ngày Sau, bao gồm cả Sứ Đồ Parley P. Pratt tin rằng dân Gia Rết là hậu duệ của Ham dựa trên nguồn gốc của nhóm dân sống gần Tháp Babel và cuộc di cư ban đầu vào thung lũng Nimrod, khu vực gắn liền với con cháu của Ham. Một số tín hữu Mặc Môn đã nghiên cứu và đã tranh luận về những điểm tương đồng đáng kể giữa dân Gia Rết và người Olmec, một học giả khẳng định rằng những ghi chép của người Aztec của một nhà sử học người Mỹ bản địa cổ đại là Fernando de Alva Cortés Ixtlilxochitl đã viết về một nhóm người đến từ tòa tháp lớn đến Mesoamerica. Ixtlilxochitl viết rằng người dân sống ở một khu vực ở phía bắc của vùng đất, dọc theo Bờ biển vùng Vịnh Mexico. Các nhà nghiên cứu LDS khác, chẳng hạn như W. Vincent Coon, chỉ ra những truyền thuyết bản địa và cho rằng những người nhập cư sớm nhất đến Trung Mỹ đã di cư bằng đường bộ và thuyền từ "Bắc Mỹ". Phyllis Carol Olive so sánh nền văn minh Jaredite với các nền văn hóa cổ xưa của vùng Ngũ Đại Hồ (Great Lakes).